# Plectoderes collaris
Plectoderes collaris är en insektsart som först beskrevs av Coquebert de Montbret 1801.  Plectoderes collaris ingår i släktet Plectoderes och familjen vedstritar. Inga underarter finns listade i Catalogue of Life.